# Amazing Kiss
«Amazing Kiss» es el segundo sencillo japonés de BoA. Fue publicado el 25 de julio de 2001, y se posicionó en el número veintitrés de Oricon.

## Lista de canciones
| N.º   | Título                              | Duración |  |
| 1.    | «Amazing Kiss»                      | 4:36     |  |
| 2.    | «Someday, Somewhere»                | 4:07     |  |
| 3.    | «Amazing Kiss» (Versión en inglés)  | 4:36     |  |
| 4.    | «Amazing Kiss» (Instrumental)       | 4:36     |  |
| 5.    | «Someday, Somewhere» (Instrumental) | 4:04     |  |
| 21:59 |                                     |          |  |

## Poscionamiento en listas
| Lista                       | Mejor posición | Ventas totales |
| --------------------------- | -------------- | -------------- |
| Oricon Daily Singles Chart  |                |                |
| Oricon Weekly Singles Chart | 23             | 59,450         |

- Datos: Q486496